# Балеклу (Марказі)
Балеклу (перс. بالقلو) — село в Ірані, у дегестані Ак-Кагріз, у бахші Новбаран, шагрестані Саве остану Марказі. За даними перепису 2006 року, його населення становило 1331 особу, що проживали у складі 396 сімей.

## Клімат
Середня річна температура становить 11,76 °C, середня максимальна – 30,55 °C, а середня мінімальна – -9,62 °C. Середня річна кількість опадів – 257 мм.
| Клімат поселення                              | Клімат поселення | Клімат поселення | Клімат поселення | Клімат поселення | Клімат поселення | Клімат поселення | Клімат поселення | Клімат поселення | Клімат поселення | Клімат поселення | Клімат поселення | Клімат поселення | Клімат поселення |
| Показник                                      | Січ.             | Лют.             | Бер.             | Квіт.            | Трав.            | Черв.            | Лип.             | Серп.            | Вер.             | Жовт.            | Лист.            | Груд.            |                  |
| Середній максимум, °C                         | 6,06             | 7,44             | 11,98            | 18,48            | 23,42            | 29,31            | 30,55            | 30,03            | 25,50            | 19,30            | 12,50            | 6,70             |                  |
| Середня температура, °C                       | −1,79            | −0,4             | 4,13             | 10,64            | 15,58            | 21,46            | 25,03            | 24,54            | 19,98            | 13,79            | 7,01             | 1,19             |                  |
| Середній мінімум, °C                          | −9,62            | −8,24            | −3,72            | 2,80             | 7,73             | 13,62            | 19,54            | 19,02            | 14,46            | 8,28             | 1,49             | −4,33            |                  |
| Норма опадів, мм                              | 35               | 35               | 47               | 36               | 29               | 4                | 1                | 1                | 0                | 11               | 23               | 35               |                  |
| Середньомісячна швидкість вітру, м/с          | 1.47             | 2.26             | 3.09             | 3.06             | 2.66             | 2.54             | 2.65             | 2.48             | 2.25             | 2.20             | 1.74             | 1.58             |                  |
| Середньомісячна сонячна радіація, кДж/м²·день | 8909             | 11709            | 14343            | 17992            | 22068            | 26486            | 25940            | 23680            | 20285            | 14780            | 10629            | 8618             |                  |
| --------------------------------------------- | ---------------- | ---------------- | ---------------- | ---------------- | ---------------- | ---------------- | ---------------- | ---------------- | ---------------- | ---------------- | ---------------- | ---------------- | ---------------- |
| Джерело:                                      |                  |                  |                  |                  |                  |                  |                  |                  |                  |                  |                  |                  |                  |